# Crissier
Crissier é uma comuna da Suíça, situada no distrito do Ouest lausannois, no cantão de Vaud. Tem 5,50 km² de área e sua população em 2018 foi estimada em 7.930 habitantes.